# Mongolisches Rindfleisch

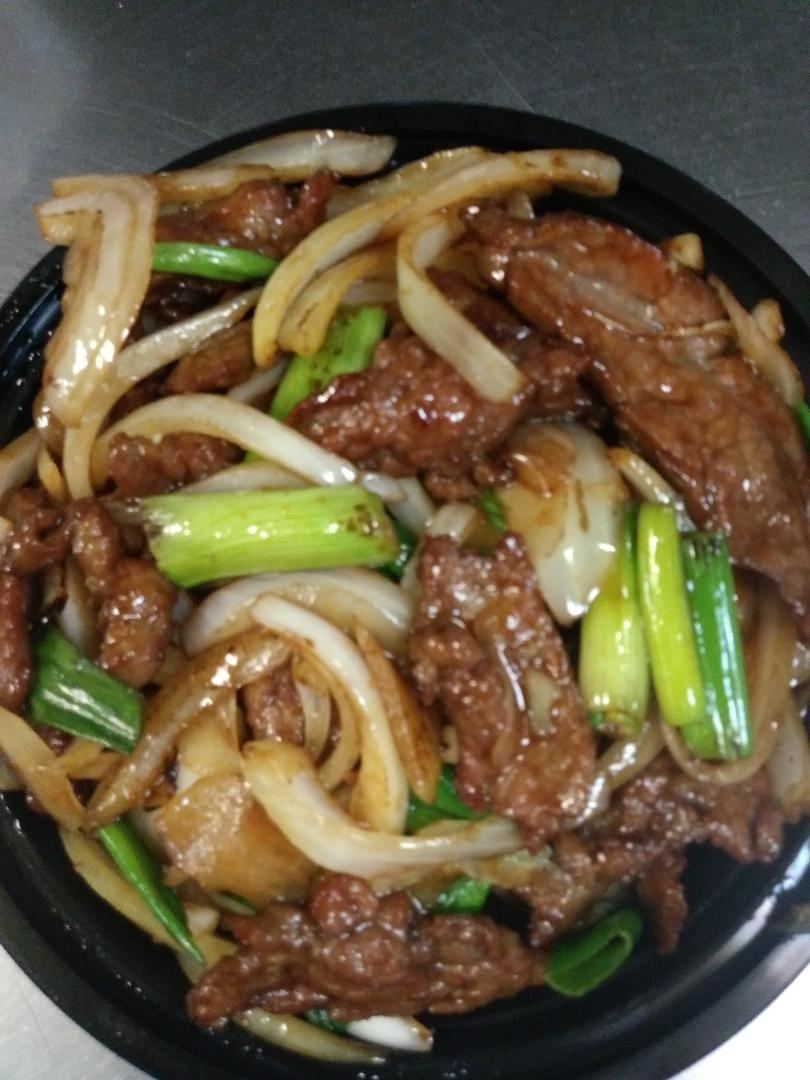
Mongolisches Rindfleisch

Mongolisches Rindfleisch (englisch: Mongolian beef, chinesisch: 蒙古牛肉, Pinyin: Ménggǔ niúròu) ist ein Gericht der sinoamerikanischen Küche. Die Hauptzutat ist geschnittenes Rindfleisch, und es wird meist mit Sojasauce, Knoblauch und Frühlingszwiebeln zubereitet und mild gewürzt. 
Es wurde in den 1950er-Jahren von chinesischen Einwanderern entwickelt und zu einem Standardgericht in chinesischen Restaurants in den Vereinigten Staaten.
Das Gericht wird oft mit gedämpftem Reis oder knusprig gebratenen Glasnudeln serviert. Trotz seines Namens hat das es nichts mit der mongolischen Küche zu tun.